# Charles Bongaerts
Charles Marie Hubert Joseph Bongaerts (Venlo, 7 augustus 1909 – Ladelund, 23 november 1944) was een Nederlandse verzetsman tijdens de Tweede Wereldoorlog.

## Beginjaren en carrière
Bongaerts werd in 1909 in Venlo geboren in een katholiek gezin. Tijdens zijn militaire dienst bereikte hij de rang van eerste luitenant. In 1938 werd hij inspecteur bij de gemeentepolitie Heerlen, chef van de afdeling geüniformeerde motorrijders en vrijwillig brandweerman.

## Verzet en dood
Door zijn militaire connecties werd hij lid van de verzetsbeweging KP-Heerlen en commandant van de Ordedienst-Heerlen, een illegale organisatie die zich bezighield met sabotage. Uiteindelijk werd hij leider van de Bongaerts-groep en onderhield nauwe banden met andere verzetsbewegingen in Zuid-Limburg. In de hoedanigheid van deze rol was hij actief in de pilotenhulp, waarbij hij krijgsgevangenen hielp ontsnappen, vaak met behulp van brandweerwagens, en in sabotage, waaronder het leveren van explosieven aan militante verzetsgroepen, wat mogelijk werd gemaakt door zijn connecties met de mijnbouwsector in de regio. Bovendien verspreidde de groep kranten die door de nazi's verboden waren, hielp hij met het verbergen van onderduikers en gebruikte hij zijn positie als brandweerman om wapens en verboden documenten in brandweerwagens te verstoppen, om de controleposten van de bezetter te omzeilen. Aldus de historicus Cammaert: "De groep-Bongaerts weerspiegelde kortom een breed scala aan verzetsactiviteiten. Men deed wat gedaan moest worden."

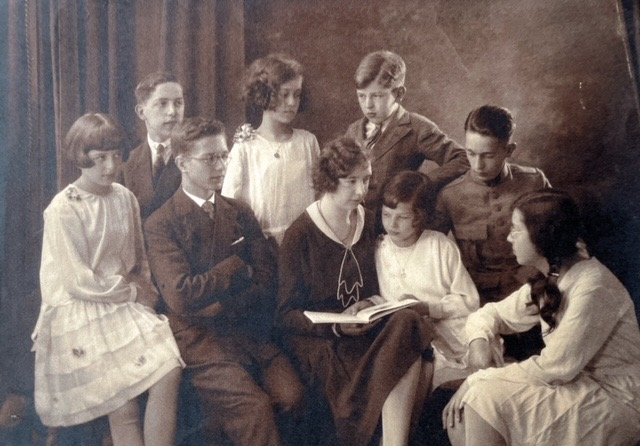
Charles Bongaerts met zijn broers en zussen.

Op 6 november 1943 werd hij, vermoedelijk door een NSB'er, aan de nazi's verraden, door de Gestapo gearresteerd en gedeporteerd. Hij werd eerst gevangengenomen in Kamp Vught, gevolgd door de kampen in Haaren en Sandbostel voordat hij in het concentratiekamp Ladelund terechtkwam, een satellietkamp van Neuengamme, waar hij op 23 november 1944 overleed op 35-jarige leeftijd. De vele arrestaties in november 1943 waaraan hij ten prooi viel, brachten een einde aan de activiteiten van de Bongaerts-groep.

## Onderscheidingen en ander eerbetoon
Op 18 januari 1947 werd hem postuum de Amerikaanse Medal of Freedom toegekend door de Amerikaanse president Harry S. Truman, evenals het Verzetsherdenkingskruis en de King's Commendation for Bravery van het Verenigde Koninkrijk. Zijn naam staat - met verwisseling van zijn voornamen - vermeld op de Erelijst van Gevallenen 1940-1945. In Heerlen is de Bongaertslaan naar hem vernoemd. In juni 2025 publiceerde Lodewijk Ivo Crijns zijn biografie, getiteld Heldhaftig strijder tegen de nazi's: Charles Bongaerts (Venlo 1909-Ladelund 1944), verzetsman en politie-inspecteur; een leven van moed en opoffering, beschikbaar in het Nederlands en uitgegeven door Walburg Pers.

## Privéleven
Bongaerts trouwde in 1940 met Marie-Thérèse (Tita) Dahmen, met wie hij twee zonen kreeg, Charles en George.